# Radamaea perrieri
Radamaea perrieri là loài thực vật có hoa thuộc họ Cỏ chổi. Loài này được (Bonati) Humbert miêu tả khoa học đầu tiên năm 1943.